# Sybra postscutellaremaculata
Sybra postscutellaremaculata es una especie de escarabajo del género Sybra, familia Cerambycidae. Fue descrita científicamente por Breuning en 1964.
Habita en Filipinas. Esta especie mide 4,5-5,5 mm.